# Zona magmatica di Taltson

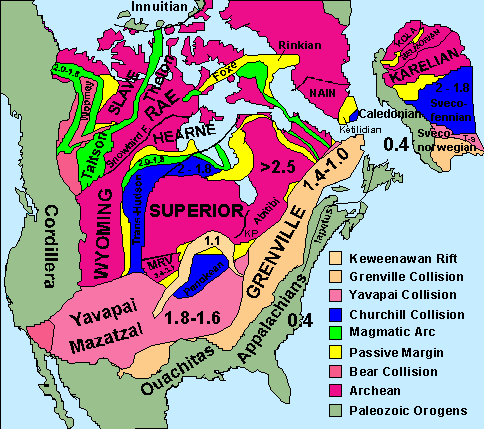
Paleo mappa dei cratoni, basamenti cristallini e cinture orogenetiche del Nord America e Scandinavia. La zona magmatica di Taltson è rappresentata dall'area verde compresa tra il cratone del Wyoming a sud, fino al margine sudorientale del cratone Rae a nord.

La zona magmatica di Taltson (nella lingua inglese abbreviata in TMZ, acronimo di Taltson Magmatic Zone), è una cintura orientata in senso nord nello scudo canadese, composta di gneiss granitico del basamento cristallino, di gneiss sopracrostale anfibolitico di età compresa tra l'Archeano e il Paleoproterozoico, e di rocce magmatiche paleoproterozoiche, che si estende dall'Alberta settentrionale alla parte sudoccidentale dei Territori del Nord-Ovest. Il basamento della zona magmatica ha un'età di 3,2-3,0 miliardi di anni, mentre i gneiss sopracrostali del fiume Rutledge hanno un'età di 2,13-2,09 miliardi di anni e sono stati intrusi da rocce magmatiche attorno a 1,99-1,92 miliardi di anni fa.

## Caratteristiche
La parte della zona magmatica di Taltson esposta nell'Alberta settentrionale e Territori del Nord-Ovest è lunga 300 km ed è delimitata dalla zona di cesura del Grande Lago degli Schiavi a nord e dalla zona tettonica Snowbird a sud. La TMZ è un arco vulcanico continentale di tipo andino, oltre ad essere una cintura orogenica tra il terrane Buffalo Head a ovest e il cratone Churchill a est. È anche la continuazione meridionale della zona magmatica Thelon, una cintura orogenica compresa tra il cratone Slave e il Churchill. La parte settentrionale della TMZ è tagliata da importanti faglie e può essere suddivisa in due terrane principali: un intreccio di gneiss a est e di batoliti a ovest.
Il basamento esposto nell'Alberta settentrionale è composto di bande di gneiss, prevalentemente rocce metaplutoniche risalenti a 2,4-2,1 miliardi di anni fa, ma contiene anche gneiss anfibolitico e paragneiss. Il basamento contiene anche sezioni di rocce di gneiss dell'Archeano con età che vanno fino 3,7 miliardi di anni; sono età simili a quelle dei cratoni Hearne e Rae, il che può indicare che la zona magmatica d Taltson sia il risultato del riciclo di parti di questa provincia geologica.
Le età ottenute con il metodo di datazione uranio-piombo e la composizione isotopica della TMZ e del terrane Buffalo Head (posto a ovest della zona magmatica), sono identiche; è pertanto possibile che questi due domini rappresentino un singolo blocco paleoproterozoico. Il blocco è composto prevalentemente da contributi impoveriti provenienti dal mantello, con contributi dal cratone Churchill. Le rocce del basamento della TMZ  assieme al terrane Buffalo Head possono rappresentare il primissimo magmatismo paleoproterozoico, precedente alla fatturazione del cratone Churchill e all'orogenesi Taltson-Thelon.